# Hanna Rydh
Hanna Albertina Rydh, née le 12 février 1891 à Stockholm et morte le 29 juin 1964 dans cette même ville, est une archéologue et femme politique suédoise. 
Membre des Libéraux, elle est députée de 1943 à 1944. Elle est aussi connue pour son engagement pour les droits des femmes, et est la troisième présidente de l'Alliance Internationale des Femmes, de 1946 à 1952.

## Biographie
Hanna Rydh est née à Stockholm le 12 février 1891. Ses parents sont Johan Albert Rydh et Mathilde Josefina Westlund. Elle se marie avec l'archéologue suédois Bror Schnittger en 1919, et, après la mort de ce dernier, se remarie avec Mortimer Munck af Rosenschöld, Gouverneur du comté de Jämtland, en 1929,.
Rydh est élève de la Wallinska skolan, une école pour fille suédoise réputée à Stockholm, et poursuit ensuite des études d'archéologie à l'université. Elle est diplômée en histoire de la littérature, archéologie et histoire de l'art en 1915. Entre 1916 et 1930, elle effectue des fouilles archéologiques sur l'île d'Adelsö, puis, entre 1917 et 1921, dans Gästrikland. En 1922, elle est la première femme à obtenir une bourse d'études de la Fédération internationale des femmes diplômées des universités. Quand on lui demande si on doit effectivement lui attribuer sa bourse, compte tenu qu'elle venait d'avoir un enfant, elle répond « la naissance de mon fils ne fait aucune différence » ce qui a un écho important à l'international. Elle est attachée temporaire au Musée des antiquités nationales de Saint-Germain-en-Laye entre 1924 et 1925.
En plus de son travail d'archéologue, elle milite pour des causes socio-réformistes. Son premier engagement s'effectue en tant que membre du comité central de la Sveriges studerande ungdoms helnykterhetsförbund ou SSUH, (L'association de tempérance des étudiants suédois) entre 1909 et 1914. Au moment de l'obtention de son diplôme, de son mariage et du début de sa vie professionnelle, autour de 1919, les femmes en Suède n'ont que récemment obtenu l'égalité des droits avec les hommes, l'objectif du Mouvement des femmes depuis cinquante ans. La nouvelle approche des mouvements féministes suédois passe par l'utilisation de ces droits récemment accordés, afin de défier les préjugés sexistes et le système sociétal traditionnel. Hanna Rydh est un exemple de femme alliant vie familiale et vie publique universitaire de renom, lors du mandat de gouverneur de son mari, de 1931 à 1938. Elle est membre du conseil d'administration de la Sveriges Husmodersföreningars riksförbund dans 1936-1941. Elle préside le Fredrika-Bremer-förbundet de 1937-1949, plus importante association pour les droits des femmes en Suède. Elle est deuxième vice-présidente de la Centrala Finlandshjälpen en 1940.
Elle est vice-présidente de l'Alliance internationale des femmes de 1939-1946, membre de la commission des problèmes familiaux et domestiques en 1941. Enfin, elle est la troisième Présidente de l'Alliance internationale des femmes de 1946 à 1952, succédant à Margery Corbett Ashby.
Elle reçoit l'Illis quorum, une récompense nationale suédoise, en 1936.

## Publications
- De historiska källorna till Strindbergs „Mäster Olof“ (1915)
- Olaus Petri. En levnadsteckning (1917)
- Dosformiga spännen från vikingatiden (1919)
- Där fädrens kummel stå. En utfärdsbok för Stockholmstraktens fornlämningar, två delar (1922)
- Grottmänniskornas årtusenden (1926)
- Kvinnan i Nordens forntid (1926) (Nachdruck 2003)
- Solskivans land: skildringar i ord och bild från det gamla och nya Egypten (1927)
  - englische Übersetzung: The land of the sun-god. Description of ancient and modern Egypt (1929)
- Aranaes. En 1100-talsborg i Västergötland/utgrävd av Bror Schnittger. Beskriven av Bror Schnittger och Hanna Rydh (1927)
- Kring Medelhavets stränder. Forntid och nutid (1928)
- Mor berättar om hur det var förr i världen (1930)
  - dänische Übersetzung: Mor fortaeller om hvordan der var i Verden i gamle Dage (1947)
- Adelsö (1930)
- Stora Karlsö under forntiden (1931)
- Hos stenåldersfolket (1933)
- Hur man levde i Faraos land (1933)
- Bland fornminnen och indianer (1934)
- Förhistoriska undersökningar på Adelsö (1936, Digitalisat)
- Oscar Montelius: en vägrödjare genom årtusenden (1937)
- Grottan Stora Förvar på Stora Karlsö/undersökt av Lars Kolmodin och Hjalmar Stolpe. Beskriven av Bror Schnittger och Hanna Rydh (1940)
- Frihet och demokrati (1940)
- Min resa till Indien (1946)
- Brytningstid i Orienten (1952)
- Indisk ökenby (1956)
- Rang Mahal. The Swedish archaeological expedition to India 1952–1954 (1959)